# À travers la Flandre-Occidentale-Johan Museeuw Classique 2017
La 1re édition d'À travers la Flandre-Occidentale-Johan Museeuw Classique a lieu le 5 mars 2017. La course fait partie du calendrier UCI Europe Tour 2017 en catégorie 1.1. 

## Équipes
Classé en catégorie 1.1 de l'UCI Europe Tour, À travers la Flandre-Occidentale-Johan Museeuw Classique est par conséquent ouvert aux WorldTeams dans la limite de 50 % des équipes participantes, aux équipes continentales professionnelles, aux équipes continentales et aux équipes nationales.
Vingt-et-une équipes participent à À travers la Flandre-Occidentale-Johan Museeuw Classique - cinq WorldTeams, dix équipes continentales professionnelles et six équipes continentales :
| UCI WorldTeams    | UCI WorldTeams | UCI WorldTeams |
| Nom de l'équipe   | Pays           | Code           |
| ----------------- | -------------- | -------------- |
| BMC Racing        | États-Unis     | BMC            |
| FDJ               | France         | FDJ            |
| Lotto NL-Jumbo    | Pays-Bas       | TLJ            |
| Lotto-Soudal      | Belgique       | LTS            |
| Quick-Step Floors | Belgique       | QST            |

| Équipes continentales professionnelles | Équipes continentales professionnelles | Équipes continentales professionnelles |
| Nom de l'équipe                        | Pays                                   | Code                                   |
| -------------------------------------- | -------------------------------------- | -------------------------------------- |
| Aqua Blue Sport                        | Irlande                                | ABS                                    |
| Cofidis                                | France                                 | COF                                    |
| Fortuneo-Vital Concept                 | France                                 | FVC                                    |
| Gapzrom-RusVelo                        | Russie                                 | GAZ                                    |
| Israel Cycling Academy                 | Israël                                 | ICA                                    |
| Roompot-Nederlandse Loterij            | Pays-Bas                               | RNL                                    |
| Sport Vlaanderen-Baloise               | Belgique                               | SVB                                    |
| Verandas Willems-Crelan                | Belgique                               | VWC                                    |
| Wanty-Groupe Gobert                    | Belgique                               | WGG                                    |
| WB-Veranclassic-Aqua Protect           | Belgique                               | WVA                                    |

| Équipes continentales          | Équipes continentales | Équipes continentales |
| Nom de l'équipe                | Pays                  | Code                  |
| ------------------------------ | --------------------- | --------------------- |
| An Post-ChainReaction          | Irlande               | SKT                   |
| Cibel-Cebon                    | Belgique              | CIB                   |
| Delta-Rotterdam                | Pays-Bas              | DCT                   |
| Monkey Town Continental        | Pays-Bas              | MCT                   |
| Pauwels Sauzen-Vastgoedservice | Belgique              | PSV                   |
| Tarteletto-Isorex              | Belgique              | TIS                   |

## Classement final
| Classement final | Classement final         | Classement final | Classement final            | Classement final   |
|                  | Coureur                  | Pays             | Équipe                      | Temps              |
| ---------------- | ------------------------ | ---------------- | --------------------------- | ------------------ |
| 1er              | Jos van Emden            | Pays-Bas         | Lotto NL-Jumbo              | en 4 h 55 min 38 s |
| 2e               | Silvan Dillier           | Suisse           | BMC Racing                  | + 0 s              |
| 3e               | Lasse Hansen             | Danemark         | Aqua Blue Sport             | + 11 s             |
| 4e               | Jasper De Buyst          | Belgique         | BMC Racing                  | + 33 s             |
| 5e               | Guillaume Van Keirsbulck | Belgique         | Quick-Step Floors           | + 33 s             |
| 6e               | Jesper Asselman          | Pays-Bas         | Roompot-Nederlandse Loterij | + 33 s             |
| 7e               | Jens Debusschere         | Belgique         | Lotto-Soudal                | + 43 s             |
| 8e               | Elmar Reinders           | Pays-Bas         | Roompot-Nederlandse Loterij | + 43 s             |
| 9e               | Twan Castelijns          | Pays-Bas         | Lotto NL-Jumbo              | + 47 s             |
| 10e              | Iljo Keisse              | Belgique         | Quick-Step Floors           | + 1 min 16 s       |
| modifier         |                          |                  |                             |                    |

### UCI Europe Tour
À travers la Flandre-Occidentale-Johan Museeuw Classique attribue des points pour l'UCI Europe Tour 2017, par équipes seulement aux coureurs des équipes continentales professionnelles et continentales, individuellement à tous les coureurs sauf ceux faisant partie d'une équipe ayant un label WorldTeam.
| Position,          | 1er | 2e | 3e | 4e | 5e | 6e | 7e | 8e | 9e | 10e | 11e | 12e | 13e à 15e | 16e à 25e |
| Classement général | 125 | 85 | 70 | 60 | 50 | 40 | 35 | 30 | 25 | 20  | 15  | 10  | 5         | 3         |

## Liste des participants
| Légende | Légende                                                                                                | Légende | Légende                                                    |
| ------- | --- | ------- | ---------------------------------------------------------- |
| Num     | Dossard de départ porté par le coureur sur ce À travers la Flandre-Occidentale-Johan Museeuw Classique | Pos     | Position à l'arrivée de la course                          |
|         | Indique un maillot de champion national ou mondial, suivi de sa spécialité                             | NP      | Indique un coureur qui n'a pas pris le départ de la course |
| AB      | Indique un coureur qui n'a pas terminé la course                                                       | HD      | Indique un coureur qui a terminé la course hors des délais |

| Verandas Willems-Crelan VWC | Verandas Willems-Crelan VWC | Verandas Willems-Crelan VWC |
| --------------------------- | --------------------------- | --------------------------- |
| Num                         | Coureur                     | Pos                         |
| 1                           | Timothy Dupont (BEL)        | AB                          |
| 2                           | Stijn Devolder (BEL)        | 31e                         |
| 3                           | Dries De Bondt (BEL)        | AB                          |
| 4                           | Sander Cordeel (BEL)        | AB                          |
| 5                           | Huub Duyn (NED)             | AB                          |
| 6                           | Stef Van Zummeren (BEL)     | AB                          |
| 7                           | Michael Goolaerts (BEL)     | AB                          |
| 8                           | Aidis Kruopis (LTU)         | AB                          |
| Directeur sportif :         |                             |                             |

| Lotto-Soudal LTS    | Lotto-Soudal LTS       | Lotto-Soudal LTS |
| ------------------- | ---------------------- | ---------------- |
| Num                 | Coureur                | Pos              |
| 11                  | Jens Debusschere (BEL) | 7e               |
| 12                  | Kris Boeckmans (BEL)   | AB               |
| 13                  | Marcel Sieberg (GER)   | AB               |
| 14                  | Sander Armée (BEL)     | AB               |
| 15                  | Frederik Frison (BEL)  | 36e              |
| 16                  | Rémy Mertz (BEL)       | AB               |
| 17                  | Jasper De Buyst (BEL)  | 4e               |
| 18                  | James Shaw (GBR)       | AB               |
| Directeur sportif : |                        |                  |

| Quick-Step Floors QSF | Quick-Step Floors QSF       | Quick-Step Floors QSF |
| --------------------- | --------------------------- | --------------------- |
| Num                   | Coureur                     | Pos                   |
| 21                    |                             |                       |
| 22                    | Laurens De Plus (BEL)       | AB                    |
| 23                    | Tim Declercq (BEL)          | 23e                   |
| 24                    | Rémi Cavagna (FRA)          | 33e                   |
| 25                    | Iljo Keisse (BEL)           | 10e                   |
| 26                    | Maximilian Schachmann (GER) | 32e                   |
| 27                    | Pieter Serry (BEL)          | 17e                   |
| 28                    | Martin Velits (SVK)         | AB                    |
| Directeur sportif :   |                             |                       |

| BMC Racing BMC      | BMC Racing BMC              | BMC Racing BMC |
| ------------------- | --------------------------- | -------------- |
| Num                 | Coureur                     | Pos            |
| 31                  | Tom Bohli (SUI)             | AB             |
| 32                  | Silvan Dillier (SUI)        | 2e             |
| 33                  | Martin Elmiger (SUI)        | 30e            |
| 34                  | Kilian Frankiny (SUI)       | AB             |
| 35                  | Floris Gerts (NED)          | 29e            |
| 36                  | Joey Rosskopf (USA)         | AB             |
| 37                  | Miles Scotson (AUS) (Route) | 20e            |
| 38                  | Loïc Vliegen (BEL)          | AB             |
| Directeur sportif : |                             |                |

| FDJ                 | FDJ                        | FDJ |
| ------------------- | -------------------------- | --- |
| Num                 | Coureur                    | Pos |
| 41                  | Arnaud Courteille (FRA)    | 37e |
| 42                  | Odd Christian Eiking (NOR) | AB  |
| 43                  | Marc Fournier (FRA)        | AB  |
| 44                  | Daniel Hoelgaard (NOR)     | AB  |
| 45                  | Johan Le Bon (FRA)         | AB  |
| 46                  | Lorenzo Manzin (FRA)       | AB  |
| 47                  | Cédric Pineau (FRA)        | AB  |
| 48                  | Benoît Vaugrenard (FRA)    | AB  |
| Directeur sportif : |                            |     |

| Lotto NL-Jumbo LNJ  | Lotto NL-Jumbo LNJ                          | Lotto NL-Jumbo LNJ |
| ------------------- | ------------------------------------------- | ------------------ |
| Num                 | Coureur                                     | Pos                |
| 51                  | Victor Campenaerts (BEL) (Contre-la-Montre) | 39e                |
| 52                  | Jos van Emden (NED)                         | 1er                |
| 53                  | Gijs Van Hoecke (BEL)                       | 18e                |
| 54                  | Amund Grøndahl Jansen (NOR)                 | 13e                |
| 55                  | Martijn Keizer (NED)                        | AB                 |
| 56                  | Maurits Lammertink (NED)                    | AB                 |
| 57                  | Koen Bouwman (NED)                          | AB                 |
| 58                  | Twan Castelijns (NED)                       | 9e                 |
| Directeur sportif : |                                             |                    |

| Sport Vlaanderen-Baloise SVB | Sport Vlaanderen-Baloise SVB | Sport Vlaanderen-Baloise SVB |
| ---------------------------- | ---------------------------- | ---------------------------- |
| Num                          | Coureur                      | Pos                          |
| 61                           | Preben Van Hecke (BEL)       | AB                           |
| 62                           | Lindsay De Vylder (BEL)      | AB                           |
| 63                           | Kevin Deltombe (BEL)         | AB                           |
| 64                           | Maxime Farazijn (BEL)        | 28e                          |
| 65                           | Edward Planckaert (BEL)      | AB                           |
| 66                           | Jonas Rickaert (BEL)         | AB                           |
| 67                           | Bert Van Lerberghe (BEL)     | 24e                          |
| 68                           | Jens Wallays (BEL)           | AB                           |
| Directeur sportif :          |                              |                              |

| Wanty-Groupe Gobert WGG | Wanty-Groupe Gobert WGG        | Wanty-Groupe Gobert WGG |
| ----------------------- | ------------------------------ | ----------------------- |
| Num                     | Coureur                        | Pos                     |
| 71                      | Guillaume Van Keirsbulck (BEL) | 5e                      |
| 72                      | Xandro Meurisse (BEL)          | AB                      |
| 73                      | Yoann Offredo (FRA)            | AB                      |
| 74                      | Wesley Kreder (NED)            | 38e                     |
| 75                      | Frederik Backaert (BEL)        | 27e                     |
| 76                      | Andrea Pasqualon (ITA)         | 35e                     |
| 77                      | Kenny Dehaes (BEL)             | AB                      |
| 78                      | Pieter Vanspeybrouck (BEL)     | AB                      |
| Directeur sportif :     |                                |                         |

| WB-Veranclassic-Aqua Protect WVA | WB-Veranclassic-Aqua Protect WVA | WB-Veranclassic-Aqua Protect WVA |
| -------------------------------- | -------------------------------- | -------------------------------- |
| Num                              | Coureur                          | Pos                              |
| 81                               | Roy Jans (BEL)                   | 15e                              |
| 82                               | Julien Stassen (BEL)             | AB                               |
| 83                               | Kevyn Ista (BEL)                 | AB                               |
| 84                               | Ludwig De Winter (BEL)           | AB                               |
| 85                               | Maxime Vantomme (BEL)            | AB                               |
| 86                               | Lawrence Naesen (BEL)            | AB                               |
| 87                               | Olivier Pardini (BEL)            | AB                               |
| 88                               |                                  |                                  |
| Directeur sportif :              |                                  |                                  |

| Roompot-Nederlandse Loterij RNL | Roompot-Nederlandse Loterij RNL | Roompot-Nederlandse Loterij RNL |
| ------------------------------- | ------------------------------- | ------------------------------- |
| Num                             | Coureur                         | Pos                             |
| 91                              | Pim Ligthart (NED)              | 16e                             |
| 92                              | Jens Mouris (NED)               | AB                              |
| 93                              | Berden de Vries (NED)           | AB                              |
| 94                              | Elmar Reinders (NED)            | 8e                              |
| 95                              | Taco van der Hoorn (NED)        | 11e                             |
| 96                              | André Looij (NED)               | AB                              |
| 97                              | Brian van Goethem (NED)         | 21e                             |
| 98                              | Jesper Asselman (NED)           | 6e                              |
| Directeur sportif :             |                                 |                                 |

| Cofidis COF         | Cofidis COF               | Cofidis COF |
| ------------------- | ------------------------- | ----------- |
| Num                 | Coureur                   | Pos         |
| 101                 | Jonas Van Genechten (BEL) | AB          |
| 102                 | Hugo Hofstetter (FRA)     | 19e         |
| 103                 | Jimmy Turgis (FRA)        | AB          |
| 104                 | Dorian Godon (FRA)        | AB          |
| 105                 | Anthony Perez (FRA)       | AB          |
| 106                 | Michael Van Staeyen (BEL) | AB          |
| 107                 | Kenneth Vanbilsen (BEL)   | AB          |
| 108                 | Rayane Bouhanni (FRA)     | AB          |
| Directeur sportif : |                           |             |

| Fortuneo-Vital Concept FVC | Fortuneo-Vital Concept FVC | Fortuneo-Vital Concept FVC |
| -------------------------- | -------------------------- | -------------------------- |
| Num                        | Coureur                    | Pos                        |
| 111                        | Boris Vallée (BEL)         | AB                         |
| 112                        | Anthony Delaplace (FRA)    | AB                         |
| 113                        |                            |                            |
| 114                        | Erwann Corbel (FRA)        | AB                         |
| 115                        | Armindo Fonseca (FRA)      | AB                         |
| 116                        | Franck Bonnamour (FRA)     | 34e                        |
| 117                        | Florian Vachon (FRA)       | 14e                        |
| 118                        | Benoît Jarrier (FRA)       | AB                         |
| Directeur sportif :        |                            |                            |

| Aqua Blue Sport ABS | Aqua Blue Sport ABS       | Aqua Blue Sport ABS |
| ------------------- | ------------------------- | ------------------- |
| Num                 | Coureur                   | Pos                 |
| 121                 | Mark Christian (GBR)      | AB                  |
| 122                 | Calvin Watson (AUS)       | AB                  |
| 123                 | Conor Dunne (IRL)         | AB                  |
| 124                 | Andrew Fenn (GBR)         | AB                  |
| 125                 | Aaron Gate (NZL)          | 26e                 |
| 126                 | Lasse Norman Hansen (DEN) | 3e                  |
| 127                 | Peter Koning (NED)        | AB                  |
| 128                 |                           |                     |
| Directeur sportif : |                           |                     |

| Gazprom-RusVelo GAZ | Gazprom-RusVelo GAZ       | Gazprom-RusVelo GAZ |
| ------------------- | ------------------------- | ------------------- |
| Num                 | Coureur                   | Pos                 |
| 131                 | Alexander Porsev (RUS)    | 25e                 |
| 132                 | Artur Ershov (RUS)        | AB                  |
| 133                 | Pavel Brutt (RUS)         | AB                  |
| 134                 | Ivan Savitskiy (RUS)      | AB                  |
| 135                 | Andrey Solomennikov (RUS) | AB                  |
| 136                 | Kirill Sveshnikov (RUS)   | AB                  |
| 137                 | Nikolay Trusov (RUS)      | AB                  |
| 138                 | Dmitry Kozontchuk (RUS)   | AB                  |
| Directeur sportif : |                           |                     |

| Israel Cycling Academy ICA | Israel Cycling Academy ICA | Israel Cycling Academy ICA |
| -------------------------- | -------------------------- | -------------------------- |
| Num                        | Coureur                    | Pos                        |
| 141                        | Guillaume Boivin (CAN)     | AB                         |
| 142                        | Zakkari Dempster (AUS)     | AB                         |
| 143                        | Tyler Williams (USA)       | AB                         |
| 144                        | Benjamin Perry (CAN)       | AB                         |
| 145                        | Mihkel Räim (EST) (Route)  | AB                         |
| 146                        | Guy Sagiv (ISR) (Route)    | AB                         |
| 147                        | Daniel Turek (CZE)         | AB                         |
| 148                        | Dennis van Winden (NED)    | AB                         |
| Directeur sportif :        |                            |                            |

| Cibel-Cebon CIB     | Cibel-Cebon CIB         | Cibel-Cebon CIB |
| ------------------- | ----------------------- | --------------- |
| Num                 | Coureur                 | Pos             |
| 151                 | Gianni Marchand (BEL)   | AB              |
| 152                 | Stijn De Bock (BEL)     | AB              |
| 153                 | Alexander Maes (BEL)    | AB              |
| 154                 | Matthias De Witte (BEL) | AB              |
| 155                 | Michiel Dieleman (BEL)  | AB              |
| 156                 | Jimmy Janssens (BEL)    | AB              |
| 157                 | Dennis Coenen (BEL)     | AB              |
| 158                 | Joeri Stallaert (BEL)   | AB              |
| Directeur sportif : |                         |                 |

| Pauwels Sauzen-Vastgoedservice PSV | Pauwels Sauzen-Vastgoedservice PSV | Pauwels Sauzen-Vastgoedservice PSV |
| ---------------------------------- | ---------------------------------- | ---------------------------------- |
| Num                                | Coureur                            | Pos                                |
| 161                                | Louis Verhelst (BEL)               | AB                                 |
| 162                                | David Boucher (BEL)                | AB                                 |
| 163                                | Brecht Dhaene (BEL)                | 12e                                |
| 164                                | Timothy Stevens (BEL)              | AB                                 |
| 165                                | Alexander Geuens (BEL)             | AB                                 |
| 166                                | Dieter Bouvry (BEL)                | AB                                 |
| 167                                | Arjen Livyns (BEL)                 | AB                                 |
| 168                                | Barry Markus (NED)                 | AB                                 |
| Directeur sportif :                |                                    |                                    |

| Tarteletto-Isorex TIS | Tarteletto-Isorex TIS | Tarteletto-Isorex TIS |
| --------------------- | --------------------- | --------------------- |
| Num                   | Coureur               | Pos                   |
| 171                   | Lorenzo Blomme (BEL)  | AB                    |
| 172                   | Ciske Aneca (BEL)     | AB                    |
| 173                   | Niels De Rooze (BEL)  | AB                    |
| 174                   | Gianni Bossuyt (BEL)  | AB                    |
| 175                   | Jelle Mannaerts (BEL) | AB                    |
| 176                   | Rob Ruijgh (NED)      | AB                    |
| 177                   | Michael Cools (BEL)   | AB                    |
| 178                   | Kevin Verwaest (BEL)  | AB                    |
| Directeur sportif :   |                       |                       |

| Delta-Rotterdam DCT | Delta-Rotterdam DCT        | Delta-Rotterdam DCT |
| ------------------- | -------------------------- | ------------------- |
| Num                 | Coureur                    | Pos                 |
| 181                 | Luuc Bugter (NED)          | AB                  |
| 182                 | Dennis Bakker (NED)        | AB                  |
| 183                 | Ike Groen (NED)            | AB                  |
| 184                 | Daan Meijers (NED)         | AB                  |
| 185                 | Mitchell Mulhern (AUS)     | AB                  |
| 186                 | Jordi Talen (NED)          | AB                  |
| 187                 | Jason van Dalen (NED)      | AB                  |
| 188                 | Jan-Willem van Schip (NED) | 22e                 |
| Directeur sportif : |                            |                     |

| Monkey Town Continental MCT | Monkey Town Continental MCT | Monkey Town Continental MCT |
| --------------------------- | --------------------------- | --------------------------- |
| Num                         | Coureur                     | Pos                         |
| 191                         | Mel van der Veekens (NED)   | AB                          |
| 192                         | Joris Blokker (NED)         | AB                          |
| 193                         | Milan Veltman (NED)         | AB                          |
| 194                         | Rick van Breda (NED)        | AB                          |
| 195                         | Maarten de Jonge (NED)      | AB                          |
| 196                         | Ivar Slik (NED)             | AB                          |
| 197                         | Sven van Luijk (NED)        | AB                          |
| 198                         | Stephan Bakker (NED)        | AB                          |
| Directeur sportif :         |                             |                             |

| An Post-ChainReaction SKT | An Post-ChainReaction SKT      | An Post-ChainReaction SKT |
| ------------------------- | ------------------------------ | ------------------------- |
| Num                       | Coureur                        | Pos                       |
| 201                       | Massimo Vanderaerden (BEL)     | AB                        |
| 202                       | Conor Hennerby (IRL)           | AB                        |
| 203                       | Przemysław Kasperkiewicz (POL) | AB                        |
| 204                       | Sean Mackinnon (CAN)           | AB                        |
| 205                       | Sean McKenna (IRL)             | AB                        |
| 206                       | Jacob Scott (GBR)              | AB                        |
| 207                       | Bas Tietema (NED)              | AB                        |
| 208                       | Jonas Bokeloh (GER)            | AB                        |
| Directeur sportif :       |                                |                           |